# Geneviève Dollfus
Pour les articles homonymes, voir Dollfus.
Geneviève Dollfus (9 décembre 1938 à Paris - 29 août 2020) est une archéologue française, préhistorienne et orientaliste, directrice de recherche au CNRS.

## Biographie
Née le 9 décembre 1938 à Paris, Genviève Dollfus fait ses études secondaires au lycée Molière avant d'entrer en 1959 à l'École du Louvre dans la section des élèves agréés où son intérêt pour l'archéologie se concrétise. Elle prépare ensuite une licence d'art et archéologie. Recrutée par le CNRS en 1964, elle peut se consacrer à l'archéologie sous trois aspects: recherches sur le terrain, direction de publications et gestion de la recherche.
Directrice de recherche émérite au CNRS, membre de la délégation française en Iran au début des années soixante-dix et rédactrice en chef de la revue Paléorient de 1994 à 2004, elle meurt le 20 août 2020 à l'âge de 82 ans à Lyons-la-Forêt (Eure).

## Carrière
Ses recherches sur la préhistoire et la protohistoire du Proche-Orient l'ont mené en Syrie sur les fouilles dirigées par Henri de Contenson à Tell Ramad, Tell Aswad, Tell Khazami (1967-1968), puis de 1967 à 1974 en Israël où elle participe aux fouilles dirigées par Jean Perrot à Munhata, Beisamoun et Mallaha. Elle est co-responsable de la fouille d'Abou Gosh en Israël avec Monique Lechevallier entre 1967 et 1970.
Le programme de recherche portant sur la plaine de Susiane, avant la fondation de Suse, a été lancé en 1969 sous sa direction: Tepe Djaffarabad (1969-1974), Tepe Djowi (1975-1976), Tepe Bendebal (1977-1978). Ces recherches ont permis de reconstituer le mode de vie des habitants de la plaine de Suse et de retracer l'histoire de son peuplement, entre la fin du VIe millénaire et le début du IVe millénaire, époque de la fondation de Suse.
Genviève Dollfus a également participé à une meilleure connaissance des travaux en archéologie. Elle a été secrétaire de rédaction des Cahiers de la délégation archéologique française en Iran de 1981 à 1987 et secrétaire de rédaction de la revue Paléorient de 1972 à 1974, avant d'occuper le poste de directrice de cette revue pendant 10 ans. Elle a été responsable de l'équipe "Préhistoire en Méditerranée orientale" de l'unité de recherche ArScAn de 2000 à 2004, membre du conseil scientifique de l'Institut français de recherche en Iran (IFRI) de 1982 à 1996.
Ses archives scientifiques sont déposées au Pôle archives de la Maison des Sciences de l’homme Mondes

## Distinctions
- 1999 : médaille d'argent du CNRS[6],[7]